# Acneus beeri
Acneus beeri är en skalbaggsart som beskrevs av Hatch 1961. Acneus beeri ingår i släktet Acneus och familjen Psephenidae. Inga underarter finns listade i Catalogue of Life.